# HD 113852
HD 113852，又名CD-35 8441，SAO 204132、HR 4947，是一颗恒星，视星等为6.54，位于銀經306.44，銀緯26.91，其B1900.0坐标为赤經13h 1m 20.1s，赤緯-35° 26.91′ 28″。